# 비서 (자격)
비서(祕書, Secretarial Administrator)는 대한민국의 국가기술자격이다. 비서 직책을 수행할 수 있는지를 평가하고 인증하는 자격 제도이다.